# Morong (Bataan)
Morong è una municipalità di quarta classe delle Filippine, situata nella Provincia di Bataan, nella Regione del Luzon Centrale.
Morong è formata da 5 baranggay:
- Binaritan
- Mabayo
- Nagbalayong
- Poblacion
- Sabang